# Hajanu
Hajanu, o anche Ḫayāni, (in accadico, 𒄩𒅀𒀀𒉌, Ḫa-ia-a-ni; ... – ...) è stato un sovrano dell'Assiria.